# Сурганова и оркестр
«Сурга́нова и орке́стр» — российская рок-группа. Основана в 2003 году в результате объединения творческих усилий Светланы Сургановой (до 2002 года — участница группы «Ночные снайперы»: скрипка, гитара, вокал) и музыкального коллектива «Север Комбо».
Лидер коллектива Светлана Сурганова определяет жанр, в котором работает группа, как «VIP-Punk-Decadence». Основу репертуара группы составляют песни, написанные Светланой Сургановой. Также исполняется ряд композиций на стихи классических поэтов (И. Бродский, Н. Гумилёв, А. Ахматова, М. Цветаева, О. Мандельштам, Ф. Г. Лорка, Ж. Беранже) и современных авторов.
Наиболее известные песни группы «Сурганова и оркестр»: «Мураками», «Корабли», «Весна», «Ты», «Апрельская».

## История группы
О создании нового коллектива Светланы Сургановой было объявлено вскоре после её ухода из группы «Ночные снайперы» в декабре 2002 года. Формирование коллектива и запись первого электрического альбома с участием приглашённых музыкантов продолжались несколько месяцев, в то время как сама Светлана Сурганова дала ряд выступлений с акустической программой (совместно с Валерием Тхаем и Марией Савкиной (скрипка).
Изначально был заявлен следующий состав группы:
1. Светлана Сурганова (вокал, гитара),
2. Валерий Тхай (соло-гитара),
3. Евгений Кулик (бас-гитара),
4. Андрей Ящерицын (ударные),
5. Александр Арсеньев (клавишные, аккордеон),
6. Кирилл Ипатов (перкуссия).

Однако Е. Кулик и А. Ящерицын вскоре отказались от участия в проекте и вместо них в составе группы появились Юрий Шмыров (бас-гитара) и Данил Прокопьев (ударник).
В апреле 2003 года в эфире «Нашего радио» впервые появляется песня «Больно» с готовящегося альбома, и в течение нескольких недель она удерживает лидирующие позиции в хит-параде «Чартова дюжина». Следующая песня, попавшая в ротацию — «Мураками» — остаётся на верхней строчке «Чартовой дюжины» 6 недель.
Первое выступление группы «Сурганова и оркестр» прошло 26 апреля 2003 года в Петербурге. Московская премьера состоялась в клубе «Б2» 3 мая 2003 года. В июне состоялся релиз первого альбома группы — «Неужели не я», который по итогам 2003 года получил премию Национальной федерации производителей фонограмм «Золотая Пластинка». В августе группа впервые принимает участие в фестивале «Нашествие» и в последующие годы становится традиционным участником этого фестиваля.
20 сентября 2003 года состоялся концерт «Сургановой и оркестра» в ДК Ленсовета, запись которого позднее издаётся как альбом «Живой» (на аудио и видеоносителях). Начиная с этого концерта, «Сурганова и оркестр» расширяется за счёт духовой секции: Михаил Тебеньков (труба) и Иван Неклюдов (саксофон). В декабре группа даёт электрический концерт во МХАТе.
В 2004 году группа «Сурганова и оркестр» была награждена премией журнала «FUZZ» в номинации «Лучшая песня» за композицию «Мураками». Коллектив принимает участие в фестивалях «Чартова Дюжина», «Крылья», «Нашествие». Дополняется двумя новыми треками и переиздается дебютный альбом группы «Неужели не я», а также — выпускается сингл «Корабли», содержащий кроме аудиотреков и два видеоклипа: «Ангел седой» и «Корабли». Саксофонистом группы становится Лев Орлов, а ударника Д. Прокопьева сменяет Вадим Марков.
В апреле 2005 года выходит второй альбом группы «Возлюбленная Шопена»; презентация сопровождается двумя концертами: в Московском международном доме музыки (ММДМ) и в БКЗ «Октябрьский». Подборка стихотворных произведений Светланы Сургановой (стихи и тексты песен) были включены в 12-томную антологию «Поэты русского рока». В мае 2005 года состоялись первые выступления коллектива за пределами России: в Латвии, а во второй половине года — на Украине. Осенью студия «Никитин» выпускает сборник ранее изданных песен группы в серии «Любовное настроение». В составе группы появляется тромбонист Ильмир Юнусов, а бас-гитариста Ю. Шмырова заменяет Алексей Любчик.
В 2006 году «Сурганова и оркестр» вновь становится лауреатом премии «FUZZ» — как «лучшая live-группа России» 2005 года. Выпускается тройной альбом «КругоСветка» (1 видео-DVD и 2 аудио-CD) с записью концерта группы, состоявшегося 30 декабря 2005 года в ДК Горького. В качестве бонуса на диск записывается клип «Белая песня», съёмки которого состоялись осенью 2005 года в Риге. Коллектив принимает участие в фестивале «Воздух» (Петрозаводск), «Эммаус», «Наши в городе», «Нашествие». Выступления группы за пределами России состоялись в Белоруссии, на Украине, в Эстонии. Осенью 2006 года коллектив выступил с новой программой «ПроСвет», в которую был включён ряд песен, написанных подругой Светланы Сургановой — Светланой Голубевой.
В 2007 году «Сурганова и Оркестр» впервые выступили в Казахстане, Молдавии и в очередной раз посетили Украину. Некоторое время группа провела в Португалии, где велась подготовка к записи нового альбома группы. Также «Сурганова и оркестр» традиционно приняли участие в ряде российских рок-фестивалей. В этом же году, 29 ноября, вышел третий альбом группы «Соль».
Музыканты коллектива «Сурганова и оркестр» параллельно с участием в данном проекте продолжают выступать в составе группы «Север Комбо» с собственным репертуаром. Так, в 2007 году «Север Комбо» выпустил собственный альбом, презентация которого с участием Светланы Сургановой состоялась в июле 2007 года.
В 2008 году вышел двойной альбом «Проверено временем. Вечное движение», ставший четвёртым в дискографии коллектива.
2009 год ознаменован выходом пятого альбома «Чужие как свои», состоящего из песен, сделанных группой для различных телепередач, трибьютов и сборных концертов.
В 2010 году в коллективе появились новые музыканты, и на осень 2010 года состав группы стал таким:
1. Валерий Тхай (соло-гитара)
2. Михаил Тебеньков (труба, клавиши, аранжировка)
3. Денис Сусин (бас-гитара)
4. Вячеслав Михеев (ударные)
5. Светлана Сурганова (вокал, гитара, скрипка, аранжировка)

13 октября 2011 года группа выпускает шестой альбом «Увидимся скоро». Это первый альбом коллектива, целиком записанный, сведенный и отмастеренный в европейской студии — знаменитой студии «H.O.M.E. Studios» в Гамбурге, где ранее записывались «Rammstein», «Guano Apes», «Depeche Mode», Eminem и другие всемирно известные музыканты. С этим альбомом у группы появился слоган «Сурганова стала другой».
13 августа 2013 года выходит мини-альбом «Велосипед» с 4 новыми песнями. Диск содержит три дуэта: с Настей Полевой («Осеннее шоссе»), Верой Полозковой («Гертруда») и Шурой («Молитва»).
Группа «Сурганова и Оркестр» заняла пятое место в голосовании на премию «Русский топ-2014» по версии российского музыкального издания NEWSmuz.com — в номинации «Лучшая группа в российском шоу-бизнесе».
В конце 2014 года «Сурганова и оркестр», усилив секцию струнных, подготовила театрализованную программу и в начале 2015 года отправилась в концертный тур по России в поддержку своего седьмого по счёту студийного альбома «Игра в классики».
12 ноября 2015 года в Петербурге состоялась презентация нового, восьмого альбома «#МируМир», в состав которого вошли 22 трека, 7 из них — старые песни в новой аранжировке.
27 января 2017 года вышел девятый студийный альбом «Песни военных лет», приуроченный к годовщине снятия блокады Ленинграда.
6 октября 2017 года коллектив выпустил мини-альбом «К слову Жизнь», состоящий из 6 новых песен и 5 обновлённых вариантов старых треков. Первым официальным синглом с этой работы стала стартовавшая в эфире «Нашего радио» песня «Привыкай». Сама Светлана Сурганова охарактеризовала данный мини-альбом как «сборник песен с абсолютно выверенными строчками».
В 2018 году Светлана Сурганова приняла участие в записи песни «Город» петербургской группы Pravada. «Прекрасный релиз! И отношения мои с любимым городом очень созвучны с Юриными ощущениями! Может, поэтому песня мне сразу приглянулась и работать над треком было легко и приятно! Спасибо за красоту! Спасибо за любовь к Питеру!» — так прокомментировала совместную работу Светлана.
17 сентября 2018 года группа выпускает сингл «Фурия».
Перед 18-м Днём рождения группы был анонсирован выход двойного альбома. Первая его часть получила название «Всё будет». Песня «Волчица» стала первым синглом с будущего «двойника» и 16 апреля стартовала в «Чартовой дюжине».
28 мая 2021 состоялась премьера первого клипа из философской трилогии режиссёра Анастасии Лавровой в формате короткометражного кино на песню «Акварель».
11 июня 2021 года вышел десятый студийный альбом коллектива — «Всё будет», ставший первой частью дилогии. Песня «Акварель» стала вторым синглом с «двойника» и 9 июля стартовала в «Чартовой дюжине».
Вторая часть дилогии под названием «Завтра» вышла 1 октября 2021 года. Альбом стал одиннадцатым в дискографии группы.
21 октября 2021 года состоялась премьера второго клипа из трилогии на песню «Волчица» (режиссёр Анастасия Лаврова).
14 ноября 2021 года был презентован видеоклип на песню «Ливень осенний» (режиссёр Анастасия Лаврова), вошедший в пятёрку финалистов премии «Чартова дюжина»-2022 Нашего Радио, а 19 ноября песня «Флюгер» стартовала в «Чартовой дюжине». Также в ноябре состоялись релизы документальных фильмов «Палитра» (о съёмках видеоклипа «Акварель») и «Страницы» (о съёмках видеоклипа «Волчица»).
Весной 2022 года вышел сингл на песню «Вавилон».
В ноябре 2022 года в виде сингла и видеоклипа вышла совместная с a cappella-коллективом PlusFive кавер-версия песни «Мне нравится», написанной на стихи Марины Цветаевой.
В 2020 году Светлана приняла участие в записи музыки к рок-опере "Вадим Тофанюк: Мельмот-скиталец". Светлана исполнила "Песенку Писали".
Осенью 2025 года планируется выпуск двенадцатого студийного альбома "Юл", посвящённого памяти близкого друга Светланы, музыканта Юла Абрамова. 

## Состав группы

### Нынешний состав
- Светлана Сурганова — вокал, акустическая гитара, соло-гитара, скрипка, перкуссия, автор (с 2003);
- Валерий Тхай — соло-гитара, акустическая гитара, музыка, автор (с 2003-2011, с 2012);
- Денис Сусин — бас-гитара, студийная ритм гитара  (с 2010);
- Никита Межевич — клавишные, семплы, пианино, музыка, аранжировки (с 2012);
- Роман Квачев — клавишные, семплы, труба;
- Пётр Фесенко — ударные (с 2022).
- Владимир Мехнин – звукорежиссёр (с 2020).

### Бывшие участники

#### Гитаристы
- Всеволод Анисимов (2011);
- Динар Хурматуллин (2011—2012).

#### Басисты
- Юрий Шмыров (2003—2005, 2006—2010);
- Алексей Любчик (2005—2006).

#### Барабанщики, перкуссионисты
- Данил Прокопьев (2003);
- Кирилл Ипатов (2003—2006);
- Вадим Марков (2004—2010);
- Вячеслав Михеев (2010)барабанщик Вячеслав Михеев
- Сергей Соколов (2010—2022).

#### Клавишные инструменты
- Александр Арсеньев — клавишные, аккордеон (2003—2009);
- Александр Ежов — баян (2013—2014).
- Михаил Тебеньков — клавишные, труба, музыка. Является сессионным музыкантом с 2020 года.

#### Духовые инструменты
- Иван Неклюдов — саксофон (2003—2004);
- Лев Орлов — саксофон (2004—2009);
- Алексей Стрелко — саксофон (2013—2014).

## Дискография
- 2002 — «Неужели не я»
- 2005 — «Возлюбленная Шопена»
- 2007 — «Соль»
- 2008 — «Проверено временем. Часть 1: Вечное движение» (двойной альбом)
- 2009 — «Чужие как свои»
- 2011 — «Увидимся скоро»
- 2014 — «Игра в классики»
- 2015 — «#МируМир»
- 2017 — «Песни военных лет»
- 2021 — «Всё будет. Завтра» (двойной альбом)
- 2025 — TBA

Концертные альбомы:
- Живой (2003)
- КругоСветка (2006)
- Юбилейный концерт в Кремлёвском Дворце. 10 лет (2013)
- Парижская акустика (2017)

Unplugged альбомы:
- Как я провёл этот летник (2016)

Синглы и мини-альбомы:
- Корабли (2004)
- Велосипед (EP) (2013)
- Жуть (MONOЛИЗА & Светлана Сурганова) (2016)
- Тёмная ночь (2016)
- К слову «Жизнь» (EP) (2017)
- Город (Pravada feat. Светлана Сурганова) (2018)
- Фурия (2018)
- Мир-лабиринт (2019)
- Да будет свет (2019)
- Река (2020)
- Ливень осенний (2020)
- Волчица (2021)
- Акварель (2021)
- Сказка (2021) (Светлана и Алексей Кортнев)
- Вавилон (2022)
- МНЕ НРАВИТСЯ (Cover Version при участии коллектива PlusFive)
- Сказка — при участии Uchuchudu MC и Алексей Кортнев (2023)